# Säsong 10 av Simpsons
Den tionde säsongen av Simpsons sändes mellan 23 augusti 1998 och 16 maj 1999. Säsongen startade med en ny produktkod, XABFXX. Tre avsnitt producerades för den föregående episoden. Mike Scully var show runner för säsongen. David X. Cohen var exekutiv producent för halva säsongen innan han började arbeta på Futurama.
Den tionde säsongen hade fyrtiofyra gästskådespelare, som Lisa Kudrow, Jerry Springer, Regis Philbin, Alec Baldwin, Kim Basinger, Ron Howard, Rupert Murdoch, Elton John, Jack LaLanne och Stephen Hawking. I avsnittet Bart the Mother gjorde Phil Hartman sitt sista gästskådespel då han avled 28 maj 1998. Episoden var tillägnad honom, istället för att anlita nya röster tog man bort Troy McClure och Lionel Hutz ur serien.
Säsongen nominerades till flera priser och vann två Annie Awards. Tim Long, Larry Doyle och Matt Selman vann "Outstanding Writing in an Animated Television Production award" för deras arbete med Simpsons Bible Stories, som också vann "Outstanding Achievement in an Animated Television Program category".
På Emmy Awards för 1999 var Alf Clausen nominerad till "Outstanding Music Composition for a Series" för hans arbete med Treehouse of Horror IX, och avsnittet Viva Ned Flanders var nominerad till "Outstanding Animated Program for Programming less than One Hour", men vann inte. Säsongen blev också nominerad till British Academy Television Awards för "Best International Programme Or Series category". Säsongen var också nominerad till Golden Reel Award för "Best Sound Editing for a Television Animation category", som Chris Ledesma blev nominerad för "Best Sound Editing - Television Animation category" för hennes roll i Wild Barts Can't Be Broken. Avsnittet Bart the Mother vann en Environmental Media Award för "Best Television Episodic Comedy category". Säsongen var också nominerad för Blimp Award på Nickelodeon Kids' Choice Awards, och Matt Groening blev nominerad till "Individual Achievement in Comedy" på 1999:års Television Critics Association Award för hans arbete med Simpsons.
Säsongen sågs i genomsnitt av 13,5 miljoner tittare i USA

## Lista över avsnitt
| Nr i serien | Nr i säsongen | Titel                                          | Regissör                                 | Författare | Sändningsdatum    | Produktkod |
| --- | ------------- | ---------------------------------------------- | ---------------------------------------- | --- | ----------------- | ---------- |
| 204 | 1             | "Lard of the Dance"                            | Dominic Polcino                          | Jane O'Brien | 23 augusti 1998   | 5F20       |
| Ett nytt läsår börjar och Lisa försöker bli vän med den nya eleven Alex Whitney. Lisa blir upprörd då Alex inte vill känna sig som ett barn och samtidigt förändrar hennes kompisar. Homer börjar tillsammans med Bart sälja begagnat fett. Gästskådespelare: Lisa Kudrow. |               |                                                |                                          | |                   |            |
| 205 | 2             | "The Wizard of Evergreen Terrace"              | Mark Kirkland                            | John Swartzwelder | 20 september 1998 | 5F21       |
| Homer blir deprimerad då han inte åstadkommit någonting men blir inspirerad av Thomas Edison och bestämmer sig för att gå i hans fotspår och bli uppfinnare. Gästskådespelare: William Daniels. |               |                                                |                                          | |                   |            |
| 206 | 3             | "Bart the Mother"                              | Steven Dean Moore                        | David S. Cohen | 27 september 1998 | 5F22       |
| Homer rymmer med barnen till tivolit där Nelson vinner ett gevär. Bart träffar honom i smyg då Marge inte tillåtet honom att träffa Nelson. Bart lånar geväret och råkar döda en fågelmamma, då Bart upptäcker att fågeln väntade ungar tar han hand om äggen. Gästskådespelare: Marcia Wallace och Phil Hartman. |               |                                                |                                          | |                   |            |
| 207 | 4             | "Treehouse of Horror IX"                       | Steven "Demon" Moore (Steven Dean Moore) | David S. Coffin (David S. Cohen), Donick "I Still Know What I Did Last Summer" Cary (Donick Cary) & The Bride of Lichtenstein (Larry Doyle) | 25 oktober 1998   | AABF01     |
| Hell Toupee - Snake avrättas och han lovar att döda Apu, Bart och Moe. Allt verkar dock lugnt tills Homer får en hårtransplantation. The Terror of Tiny Toon - Då Marge inte tillåter Bart och Lisa att titta på Itchy & Scratchy använder Bart plutonium som batteri. Detta leder till att Bart och Lisa blir rollfigurer i Itchy & Scratchy. Starship Poopers - Maggie har genomgått puppstadiet och skickar ett meddelande till sin pappa, Kang för att bli hämtad. Marge erkänner då att hon varit otrogen och Bart låter dem alla medverka i The Jerry Springer Show. Gästskådespelare: Ed McMahon, Jerry Springer, Kathie Lee Gifford, Regis Philbin och Robert Englund. |               |                                                |                                          | |                   |            |
| 208 | 5             | "When You Dish Upon a Star"                    | Pete Michels                             | Richard Appel | 8 november 1998   | 5F19       |
| Familjen besöker Lake Springfield där de åker parasegling och Homer råkar träffa på Alec Baldwin och Kim Basinger som gömmer sig i skogen för att slippa kändislivet och de blir goda vänner med Homer tills han förbrukar deras förtroende. Gästskådespelare: Alec Baldwin, Brian Grazer, Kim Basinger och Ron Howard. |               |                                                |                                          | |                   |            |
| 209 | 6             | "D'oh-in in the Wind"                          | Mark Kirkland & Matthew Nastuk           | Donick Cary | 15 november 1998  | AABF02     |
| Homer medverkar i en reklamfilm för kärnkraftverket och bestämmer sig för att söka till teaterskolan. Han får problem då han måste skriva sitt fullständiga namn och inte vet sitt andra förnamn. Tillsammans med sin far åker de till Groovy Grove Natural Farm för att ta reda på vad Homer har för andra förnamn. Han träffar där Seth & Munchie som är hippies. Homer bestämmer sig då att gå i sin mammas fotspår och blir en hippie. Gästskådespelare: George Carlin, Martin Mull och Yo La Tengo. |               |                                                |                                          | |                   |            |
| 210 | 7             | "Lisa Gets an "A""                             | Bob Anderson                             | Ian Maxtone-Graham | 22 november 1998  | AABF03     |
| Lisa tvingas stanna hemma från skolan och blir fascinerade av Barts datorspel. När hon kommer tillbaka har hon glömt att göra läxan och fuskar sig till ett A+++ vilket höjer skolans medelbetyg. Hon får dåligt samvete och vill erkänna att hon fuskat men det skulle bara skapa problem. Homer skaffar hummer, Pinchy och göder för att äta den men ändrar sig och sen. Gästskådespelare: Marcia Wallace. |               |                                                |                                          | |                   |            |
| 211 | 8             | "Homer Simpson in: "Kidney Trouble""           | Mike B. Anderson                         | John Swartzwelder | 6 december 1998   | AABF04     |
| Familjen åker till westernstaden Bloodbath Gulch med Abraham. På vägen exploderar Abrahams njurar och Homer bestämmer sig för att donera en njure till sin far men blir senare rädd och söker sig till havet. |               |                                                |                                          | |                   |            |
| 212 | 9             | "Mayored to the Mob"                           | Swinton O. Scott III                     | Ron Hauge | 20 december 1998  | AABF05     |
| Familjen besöker en Science fiction mässa där Homer räddar livet på Mark Hamill och Joe Quimby. Han bestämmer sig för att bli livvakt till borgmästaren och blir en utmärkt livvakt men uppskattar inte alla mutor som han tar emot. Gästskådespelare: Dick Tufeld, Joe Mantegna, Mark Hamill och Marcia Wallace. |               |                                                |                                          | |                   |            |
| 213 | 10            | "Viva Ned Flanders"                            | Neil Affleck                             | David M. Stern | 10 januari 1999   | AABF06     |
| I Springfield river man Mr. Burns Casino, efter ett besök i kyrkan bestämmer sig Ned för att lära sig leva livet tillsammans med Homer och de åker till Las Vegas där de båda råka gifta sig. Gästskådespelare: Marcia Wallace och The Moody Blues. |               |                                                |                                          | |                   |            |
| 214 | 11            | "Wild Barts Can't Be Broken"                   | Mark Ervin                               | Larry Doyle | 17 januari 1999   | AABF07     |
| Efter att Homer och hans polare vänt upp och ner på stan efter att Isotopes vunnit mästerskapet inför Clancy utegångsförbud bland stadens ungdomar på kvällen något som inte de uppskattar och hämnas på de vuxna. Gästskådespelare: Cyndi Lauper och Marcia Wallace. |               |                                                |                                          | |                   |            |
| 215 | 12            | "Sunday, Cruddy Sunday"                        | Steven Dean Moore                        | Brian Scully, George Meyer, Mike Scully & Tom Martin                                                                                        | 31 januari 1999   | AABF08     |
| Eleverna från Springfield Elementary besöker postkontoret där Bart får ett kuponghäfte som han ger till Homer. Då Homer använder kuponghäftet blir han lurad och träffar Wally Kogen. Tillsammans med Wally Kogen samlar han ihop sin vänner och åker till Superbowl medan Marge och Lisa pysslar med äggmålning. Gästskådespelare: Dan Marino, Dolly Parton, Fred Willard, John Madden, Pat Summerall, Rosey Grier, Rupert Murdoch och Troy Aikman. |               |                                                |                                          | |                   |            |
| 216 | 13            | "Homer to the Max"                             | Pete Michels                             | John Swartzwelder | 7 februari 1999   | AABF09     |
| Då en TV-karaktär får samma namn som Homer blir han lycklig tills de ändrar karaktären. Han bestämmer sig då för att byta namn till "Max Power" och kommer in i societeten. Gästskådespelare: Ed Begley Jr.. |               |                                                |                                          | |                   |            |
| 217 | 14            | "I'm with Cupid"                               | Bob Anderson                             | Dan Greaney | 14 februari 1999  | AABF11     |
| Efter att Apu och Manjula bjudit Homer och Marge på middag bestämmer sig Apu för att förklara sin kärlek till Manjula i sju dagar och retar upp Springfields män. Gästskådespelare: Elton John, Jan Hooks och Marcia Wallace. |               |                                                |                                          | |                   |            |
| 218 | 15            | "Marge Simpson in: "Screaming Yellow Honkers"" | Mark Kirkland                            | David M. Stern | 21 februari 1999  | AABF10     |
| Då Homer råkar köpa en Stadsjeep av kvinnlig modell låtar han Marge köra bilen och hon blir tagen av polisen då hon börjar köra som en galning och förlorar körkortet. Gästskådespelare: Hank Williams, Jr. och Marcia Wallace. |               |                                                |                                          | |                   |            |
| 219 | 16            | "Make Room for Lisa"                           | Matthew Nastuk                           | Brian Scully | 28 februari 1999  | AABF12     |
| Lisa tar med familjen till utställningen Smithsonian som sponsras av telefonföretaget Omnitouch. Då Homer förstör Bill of rights tvingas familjen installera en telefonmast på hustaket och Lisa måste flytta in till Bart och hon blir upprörd över hur hon behandlas. |               |                                                |                                          | |                   |            |
| 220 | 17            | "Maximum Homerdrive"                           | Swinton O. Scott III                     | John Swartzwelder | 28 mars 1999      | AABF13     |
| Familjen besöker restaurangen Slaughterhouse där man dödar djuren framför en. Homer tävlar där mot långtradarchauffören Red Barclay i ätartävling. Då Red avlider efter tävlingen bestämmer sig Homer tillsammans med Bart att leverera Reds last medan Marge och Lisa köper en ny ringklocka som inte slutar ringa. |               |                                                |                                          | |                   |            |
| 221 | 18            | "Simpsons Bible Stories"                       | Nancy Kruse                              | Larry Doyle, Matt Selman & Tim Long | 4 april 1999      | AABF14     |
| Familjen besöker kyrkan där de somnar och de drömmer om sig själva i form av uppenbarelser från Bibeln. Marge drömmer om Adam och Eva, Lisa om Moses, Homer om Salomo och Bart om David & Goliat. Gästskådespelare: Marcia Wallace. |               |                                                |                                          | |                   |            |
| 222 | 19            | "Mom and Pop Art"                              | Steven Dean Moore                        | Al Jean | 11 april 1999     | AABF15     |
| Homer köper en ny grill men misslyckas med att bygga den och grillen blir ett konstverk. Han fortsätter att skapa konst men publiken gillar inte hans nya konstverk. Gästskådespelare: Isabella Rossellini, Jasper Johns och Marcia Wallace. |               |                                                |                                          | |                   |            |
| 223 | 20            | "The Old Man and the "C" Student"              | Mark Kirkland                            | Julie Thacker | 25 april 1999     | AABF16     |
| Lisa får nästa Olympiska spelen att komma till Springfield men ett skämt av Bart spårar ut och spelen går till Shelbyville. Som straff får Bart jobba på Springfield Retirement Castle tillsammans med Lisa som dock arbetar där frivilligt. Homer försöker sälja maskoten som han skapade till de Olympiska spelen. Gästskådespelare: Jack LaLanne. |               |                                                |                                          | |                   |            |
| 224 | 21            | "Monty Can't Buy Me Love"                      | Mark Ervin                               | John Swartzwelder | 2 maj 1999        | AABF17     |
| Familjen besöker invigningen av Megastore där Mr. Burns inser att inte är lika populär som ägaren Arthur Fortune. Tillsammans med Homer försöker han bli mer populär och bestämmer sig till sist för att fånga Loch Ness-odjuret. Gästskådespelare: Michael McKean. |               |                                                |                                          | |                   |            |
| 225 | 22            | "They Saved Lisa's Brain"                      | Pete Michels                             | Matt Selman | 9 maj 1999        | AABF18     |
| Då tävlingen "Hur lågt kan du gå?" spårar ut skriver Lisa en insändare till stadens invånare. Ingen verkar dock bryr sig om hennes insändare förutom Mensa-medlemmarna i Springfield och hon erbjöds medlemskap och känner sig välkommen och som en i gänget. Gästskådespelare: Stephen Hawking. |               |                                                |                                          | |                   |            |
| 226 | 23            | "Thirty Minutes over Tokyo"                    | Jim Reardon                              | Dan Greaney & Donick Cary | 16 maj 1999       | AABF20     |
| Familjen börjar spara pengar och får tips på hur man reser iväg billigt. Familjen lyckas åka till Japan men som vanligt på deras semestrar blir det problem. Gästskådespelare: George Takei. |               |                                                |                                          | |                   |            |

## Hemvideoutgivningar
Säsongen släpptes som en dvd-box av 20th Century Fox i USA och Kanada den 7 augusti 2007, DVD-boxen innehåller samtliga avsnitt och extra material som borttagna scener, animeringar och kommentarer på samtliga episoder. Säsongen släpptes i två upplagor, en vanlig box samt en "Collector's Edition", en platsförpackning föreställande Barts ansikte. Detta var den sista säsongen som använde digipack på DVD:n, därefter har man han använt cardboard accordion.
Den 10 september 2007 släpptes säsongen i region 2 och den 26 september samma år i region 4.
| The Complete Tenth Season (Region 1) | | | |
| Detaljer | Detaljer | Detaljer | Extra material |
| - 23 avsnitt - 4-disk - 4:3 - Språk: - Engelska (Dolby Digital 5.1, med undertexter) - Spanska (Dolby Digital, med undertexter) - Franska (Dolby Digital) - Extra språkval för Sunday, Cruddy Sunday: Tjeckiska, japanska, brasiliansk portugisiska och ukrainska | - 23 avsnitt - 4-disk - 4:3 - Språk: - Engelska (Dolby Digital 5.1, med undertexter) - Spanska (Dolby Digital, med undertexter) - Franska (Dolby Digital) - Extra språkval för Sunday, Cruddy Sunday: Tjeckiska, japanska, brasiliansk portugisiska och ukrainska | - 23 avsnitt - 4-disk - 4:3 - Språk: - Engelska (Dolby Digital 5.1, med undertexter) - Spanska (Dolby Digital, med undertexter) - Franska (Dolby Digital) - Extra språkval för Sunday, Cruddy Sunday: Tjeckiska, japanska, brasiliansk portugisiska och ukrainska | - Kommentarer som tillval för samtliga episoder - Introduktion av Matt Groening - Borttagna scener med kommentarer som tillval - Animationer: Lard of the Dance och Homer to the Max - Förhandstitt: The Simpsons: Filmen DVD - Sju Butterfinger-reklamfilmer - En Intel-reklam - Fyra CC's Chips-reklamfilmer - Sketch-Galleri - "The Crank Calls" - "A Glimpse Inside" |
| Releasedatum | | | - Kommentarer som tillval för samtliga episoder - Introduktion av Matt Groening - Borttagna scener med kommentarer som tillval - Animationer: Lard of the Dance och Homer to the Max - Förhandstitt: The Simpsons: Filmen DVD - Sju Butterfinger-reklamfilmer - En Intel-reklam - Fyra CC's Chips-reklamfilmer - Sketch-Galleri - "The Crank Calls" - "A Glimpse Inside" |
| Region 1 | Region 2 | Region 4 | - Kommentarer som tillval för samtliga episoder - Introduktion av Matt Groening - Borttagna scener med kommentarer som tillval - Animationer: Lard of the Dance och Homer to the Max - Förhandstitt: The Simpsons: Filmen DVD - Sju Butterfinger-reklamfilmer - En Intel-reklam - Fyra CC's Chips-reklamfilmer - Sketch-Galleri - "The Crank Calls" - "A Glimpse Inside" |
| 7 augusti 2007 | 10 september 2007 | 26 september 2007 | - Kommentarer som tillval för samtliga episoder - Introduktion av Matt Groening - Borttagna scener med kommentarer som tillval - Animationer: Lard of the Dance och Homer to the Max - Förhandstitt: The Simpsons: Filmen DVD - Sju Butterfinger-reklamfilmer - En Intel-reklam - Fyra CC's Chips-reklamfilmer - Sketch-Galleri - "The Crank Calls" - "A Glimpse Inside" |